# Wanderley Machado da Silva
Wanderley Machado da Silva (Niterói, 3 de juny de 1938 - 5 de març de 2020), conegut simplement com a Wanderley, fou un futbolista brasiler que va jugar com a davanter.

## Biografia
Nascut a Niterói, Rio de Janeiro, Wanderley va començar a jugar al Vasco da Gama. Aprofitant que el seu germà, Waldo Machado, havia estat contractat pel València CF, també es va traslladar a Europa, però va unir-se a l'Elx CF després que no poguera fitxar pel conjunt merengot.
El 1962, Wanderley va fitxar per al Llevant UE, tot i que no se'l donaria d'alta fins l'1 de gener del 1963. Va gaudir d'una prolífica primera temporada, marcant 12 gols en només 16 partits i ascendint a Primera Divisió.
Wanderley va debutar a la màxima divisió espanyola el 15 de setembre de 1963, en un empat a 4-4 davant el RCD Espanyol. Va fer el primer gol a la competició el 28, en una derrota per 3-5 davant del València.
Wanderley va ser una figura sempre present per als Granotes en les següents campanyes, marcant un hat-trick en una victòria a casa per 4 a 2 sobre l'Atlètic Ceuta el 15 de gener de 1967. Va deixar el club a l'estiu d'aquell any i, posteriorment, va representar al CD Málaga i a l'Hércules CF, retirant-se a l'equip alacantí el 1972.

## Carrera internacional
Wanderley va jugar amb la sub23 brasilera als Jocs Olímpics d'estiu de 1960, jugant tots els partits i marcant en un 4 a 3 davant Gran Bretanya. La nació va ser eliminada en la fase de grups, pels amfitrions, Itàlia.

## Vida personal
El germà gran de Wanderley, Waldo, també va ser futbolista i davanter. Va passar la major part de la seua carrera amb el Fluminense FC i el València, i ambdós germans jugarien junts a l'Hèrcules.
Wanderley es va establir al municipi valencià de Massanassa després de retirar-se. El 5 de març de 2020 va morir a causa de la malaltia d'Alzheimer als 81 anys.